# Leptocola phthisica
Leptocola phthisica är en bönsyrseart som beskrevs av Henri Saussure 1869. Leptocola phthisica ingår i släktet Leptocola och familjen Mantidae. Inga underarter finns listade i Catalogue of Life.